# مأمور ما در هاوانا
مأمور ما در هاوانا (انگلیسی: Our Man in Havana) فیلمی بریتانیایی در سبک جاسوسی به کارگردانی کارول رید است که در سال ۱۹۵۹ منتشر شد.

## بازیگران
- الک گینس
- برل آیوز
- مورین اوهارا
- نوئل کاوارد
- رالف ریچاردسون
- جو مورو
- گرگوار آسلان
- موریس دنهام
- فردی مین
- کارل اشتپانک
- مَـکسین آدلی